# Hypsirhynchus ater
Hypsirhynchus ater är en ormart som beskrevs av Gosse 1851. Hypsirhynchus ater ingår i släktet Hypsirhynchus och familjen snokar. Inga underarter finns listade i Catalogue of Life.
Arten förekommer i Jamaica. Honor lägger ägg.